# Pacifigorgia darwinii
Pacifigorgia darwinii is een zachte koraalsoort uit de familie Gorgoniidae. De koraalsoort komt uit het geslacht Pacifigorgia. Pacifigorgia darwinii werd in 1928 voor het eerst wetenschappelijk beschreven door Hickson. 